# Medina (Dakota du Nord)
Pour les articles homonymes, voir Medina.
La ville de Medina est située dans le comté de Stutsman, dans l’État du Dakota du Nord, aux États-Unis. Lors du recensement de 2010, sa population s’élevait à 308 habitants.

## Histoire
Medina s’est d’abord appelée Eleventh Siding, nom sous lequel elle a été fondée dans les années 1870 quand le chemin de fer a atteint la région. Un bureau de poste du nom de Medina a ouvert en 1888. La localité a été nommée d’après Medina, une ville de l’État de New York.

## Démographie
| 1910 | 1920 | 1930 | 1940 | 1950 | 1960 |
| ---- | ---- | ---- | ---- | ---- | ---- |
| 343  | 415  | 407  | 500  | 564  | 545  |

| 1970 | 1980 | 1990 | 2000 | 2010 | - |
| ---- | ---- | ---- | ---- | ---- | - |
| 488  | 521  | 387  | 335  | 308  | - |

## Source
- (en) Cet article est partiellement ou en totalité issu de l’article de Wikipédia en anglais intitulé « Medina, North Dakota » (voir la liste des auteurs).